# Sophie Sondhelm
Sophie Sondhelm (* 18. März 1887 in Kleinlangheim; ermordet 1944 in Auschwitz im Konzentrationslager) war eine deutsche Krankenschwester und Heimleiterin.
Sondhelm wurde als Tochter des Bäckers und Viehhändlers Seligmann Sondhelm und seiner Ehefrau Amalia geboren. Sie absolvierte ihre Ausbildung als Krankenschwester im Israelitischen Asyl für Kranke und Altersschwache in Köln und arbeitete hauptsächlich als Operationsschwester. 1920 übernahm sie die Leitung des Jüdischen Kinderheimes in Bad Kreuznach. Sie versuchte vergeblich die Verlegung des Heimes bei der Jüdischen Gemeinde in Köln nach Palästina durchzusetzen. Sie ermutigte und verhalf vielen Menschen zur Flucht aus Deutschland, blieb aber selbst zurück. 1938 wurde das Heim von nationalsozialistischen Bürgern verwüstet und die Betreuer vertrieben. Sophie Sondhelm ging nach Köln zurück und arbeitete im Israelitischen Kindergarten Bachemer Straße in Köln-Lindenthal. Im Juli 1939 übernahm sie in Gailingen an der Schweizer Grenze die Leitung eines Altenheims. Sondhelm war im Heim „Isenburg“ im Zeitraum vom 29./30. Oktober 1941 bis zum 4./5. April 1942. Danach hat sie sich nach Darmstadt in die Eschollbrücker Straße 41/2 begeben. Dies war ein Jüdisches Altersheim.
Im Februar 1943 wurde sie nach Theresienstadt und im Oktober 1944 nach Auschwitz deportiert.
Zu ihrem Andenken wurde in Bad Kreuznach der Sophie-Sondhelm-Weg sowie die Integrierte Gesamtschule Sophie Sondhelm nach ihr benannt.